# Omotesenke
 (août 2024).
Si vous disposez d'ouvrages ou d'articles de référence ou si vous connaissez des sites web de qualité traitant du thème abordé ici, merci de compléter l'article en donnant les références utiles à sa vérifiabilité et en les liant à la section « Notes et références ».

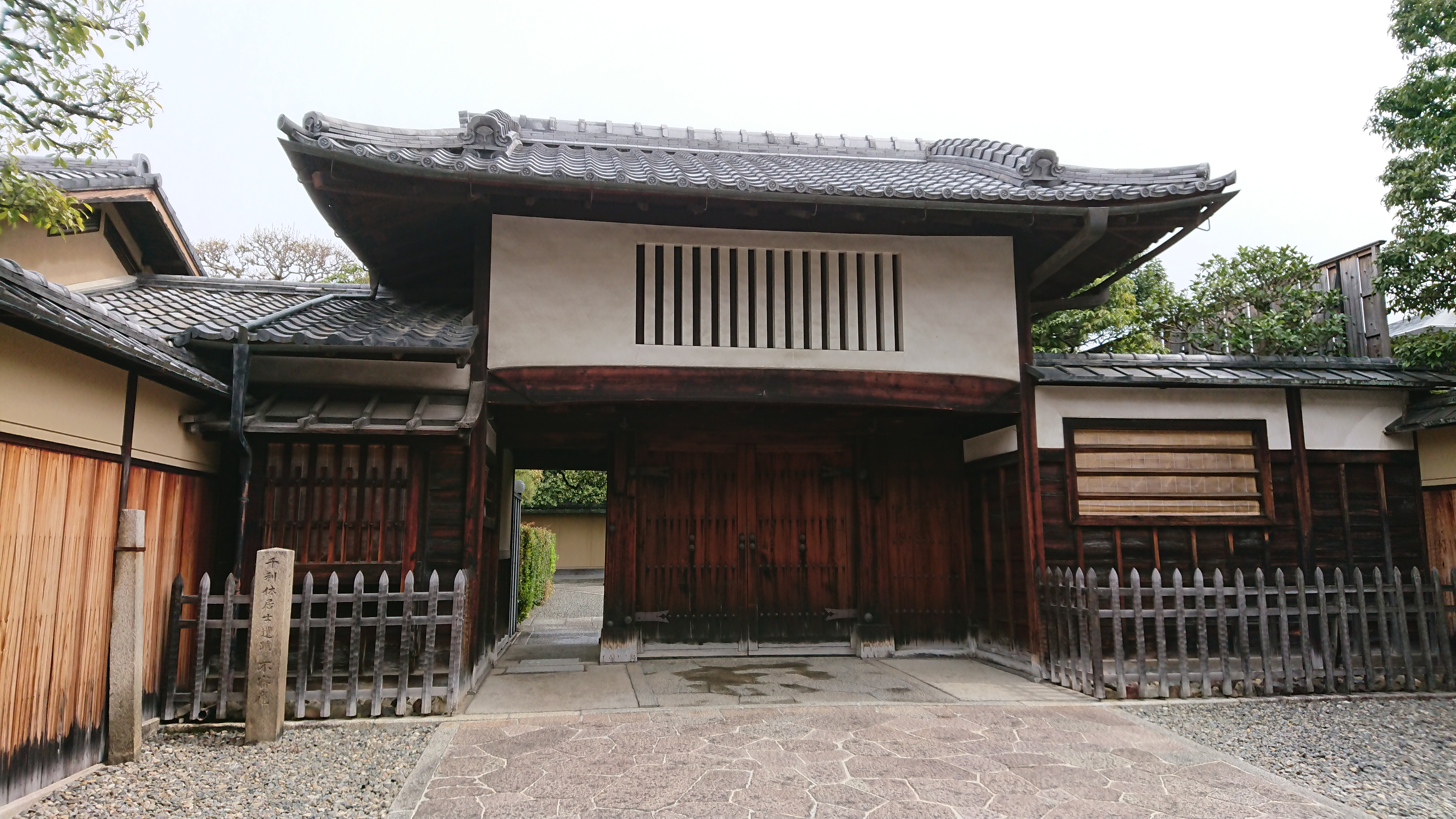
Façade de l'école.

L'Omotesenke (表千家) est une des écoles de la cérémonie du thé japonaise. Avec l'Urasenke et la Mushakōjisenke, l'Omotesenke est une des trois lignées de la famille Sen descendante de Sen Rikyū, toutes trois collectivement appelées san-Senke ou « Trois maisons/familles Sen » (三千家). Le chef ou iemoto de cette lignée porte le nom héréditaire de Sōsa.

## Histoire
Les fondements de la voie du thé liés au matcha remontent au premier grand maître Rikyû Sœki (1522-1591). Celle sur la rue Mushanokôji donne naissance à la tradition de l'école Mushanokôjisenke. Le troisième grand maître Sôtan (1578-1658) divise les propriétés de Kyoto appartenant à la famille des Sen, entre trois de ses fils. Celle sur la rue Ogawa divisée en deux, entre l'arrière ura et la façade omote, donne naissance aux traditions familiales Urasenke et Omotesenke. Le même fait édifier à l'extrémité nord-est de la propriété de la rue Ogawa une pièce à thé Konnichian (lit. la hutte de ce jour), autour de laquelle est bâti le siège contemporain de l'école Urasenke.
Il y a de petites différences stylistiques entre les différentes écoles de la cérémonie du thé japonaise. Par exemple, l'école Omotesenke remue moins le thé que l'école Urasenke pour faire moins de mousse. L'école Omotesenke utilise également un chasen en bambou non-traité appelé  susudake chasen, ou un mélangeur en bambou noir, tandis que l'Urasenke utilise du bambou non-traité pour son chasen ou un mélangeur.
La maison Fushin-an, où la 3e génération, Sōtan, vit jusqu'à son retrait, est le siège de l'Omotesenke.
La maison Kitayama Kaikan à Kyoto est un établissement moderne de l'Omotesenke où a lieu des expositions, des conférences, et autres programmes éducatifs pour le public.

## Autorisations et cours d'études
Des autorisations appelées kyojō (許状), menjō (免状) ou sōden (相伝) permet aux étudiants d'étudier certaines procédures de la cérémonie du thé.
| Autorisation                         | Matériel | Notes |
| ------------------------------------ | --- | --- |
| Nyūmon (入門, entrée）               | Démarrant avec le warigeiko (割稽古, bases) et le ryakutemae, thé léger de base et thé épais et techniques de charbon et connaissance de la cérémonie du thé | les étudiants peuvent appliquer le Nyūmon immédiatement ou peu après avoir débuté leurs études. Le Nyūmon et le Naraigoto peuvent être appliqués en même temps. |
| Naraigoto (習事, choses à apprendre) | kumiawasedate, shikumidate, nagao, bonkōgo, hanashomō, sumishomō                                                                                             | les étudiants peuvent appliquer le Nyūmon immédiatement ou peu après avoir débuté leurs études. Le Nyūmon et le Naraigoto peuvent être appliqués en même temps. |
| Kazarimono (飾物, affichage)         | jikukazari, tsubokazari, chairekazari, chawankazari, chashakukazari, daikazari, chasenkazari                                                                 | |
| Satsūbako (茶通箱, boîte à thé)      | procédures utilisant le Satsūbako | |
| Karamono (唐物, matériel chinois)    | procédures utilisant le matériel chinois | -nom de thé (en) -Kōshi (講師, permission d'enseigner) |
| Daitenmoku (台天目)                  | procédures utilisant le tenmokudai | |
| Bonten (盆点)                        | procédures utilisant un plateau carré | Kyōju (教授, professeur) |
| Midarekazari (乱飾)                  | procédures utilisant un daisu | |
| Shindaisu (真台子, tana officiel)    | procédures utilisant un daisu officiel | |

### Warigeiko
Les premières habilités que les étudiants des écoles de thé apprennent sont le warigeiko, littéralement « formation divisée » ou « formation séparée ». Le warigeiko est un ensemble de compétences pratiquées séparément du temae (thé ou techniques de charbon); puisqu'elles forment la base du temae, elles doivent être apprise avant que l'étudiant ne commence à fabriquer du thé. Elles sont composées de :
Connaissances de base de la chambre de thé
ouverture et fermeture des portes coulissantes ; façon de marcher dans la chambre de thé ; comment et où s'asseoir ; comment et quand s'incliner ; accueil des clients avec utilisation de ventilateurs
Fukusa
plier, ouvrir et manipuler le fukusa
Natsume
le natsume est le premier type de récipient de thé que les étudiants apprennent à utiliser. L'apprentissage comprend comment remplir le récipient avec le thé ; comment le prendre, le tenir et l'incliner ; comment le laver
Chashaku
comment manipuler et laver la cuillère à thé
Hishaku
comment manipuler la louche ; les mouvements spéciaux pour l'eau chaude et froide
Chasen
comment manipuler le mélangeur à thé ; comment mélanger le thé
Chakin
comment plier le chiffon à thé ; comment l'utiliser pour nettoyer les tasses
Chawan
comment manipuler la tasse à thé à la fois comme un hôte et un invité

## Générations
| Génération          | Nom personnel             |           | Nom bouddhiste |        |
| ------------------- | ------------------------- | --------- | -------------- | ------ |
| 1er                 | Rikyu Sōeki (1522-1591)   | 利休 宗易 | Hōsensai       | 抛筌斎 |
| 2e                  | Shōan Sōjun (1546-1614)   | 少庵 宗淳 |                |        |
| 3e                  | Genpaku Sōtan (1578-1658) | 元伯 宗旦 | Totsutotsusai  | 咄々斎 |
| 4e                  | Kōshin Sōsa (1613-1672)   | 江岑 宗左 | Hōgensai       | 逢源斎 |
| 5e                  | Ryōkyū Sōsa (1650-1691)   | 良休 宗佐 | Zuiryūsai      | 随流斎 |
| 6e                  | Gensō Sōsa (1678-1730)    | 原叟 宗左 | Kakkakusai     | 覚々斎 |
| 7e                  | Ten'nen Sōsa (1705-1751)  | 天然 宗左 | Joshinsai      | 如心斎 |
| 8e                  | Ken'ō Sōsa (1744-1808)    | 件翁 宗左 | Sottakusai     | 啐啄斎 |
| 9e                  | Kōshuku Sōsa (1775-1825)  | 曠叔 宗左 | Ryōryōsai      | 了々斎 |
| 10e                 | Shōō Sōsa (1818-1860)     | 祥翁 宗左 | Kyūkōsai       | 吸江斎 |
| 11e                 | Zuiō Sōsa (1837-1910)     | 瑞翁 宗左 | Rokurokusai    | 碌々斎 |
| 12e                 | Keiō Sōsa (1863-1937)     | 敬翁 宗左 | Seisai         | 惺斎   |
| 13e                 | Mujin Sōsa (1901-1979)    | 無盡 宗左 | Sokuchūsai     | 即中斎 |
| 14e (actuel iemoto) | Sōsa (1938-)              | 宗左      | Jimyōsai       | 而妙斎 |